# Hällestads landsfiskalsdistrikt
Hällestads landsfiskalsdistrikt var 1918-1949 ett landsfiskalsdistrikt i Östergötlands län, bildat när Sveriges indelning i landsfiskalsdistrikt trädde i kraft den 1 januari 1918, enligt beslut den 7 september 1917. Distriktet upphörde 1 april 1949 och av dess ingående områden överfördes kommunerna Godegård och Tjällmo till Borensbergs landsfiskalsdistrikt och Hällestads landskommun till Finspångs landsfiskalsdistrikt.
Landsfiskalsdistriktet låg under länsstyrelsen i Östergötlands län.

## Ingående områden

### Från 1918
Finspånga läns härad:
- Godegårds landskommun
- Hällestads landskommun
- Tjällmo landskommun